# Majasaari (ö i Mellersta Finland, Jämsä, lat 61,79, long 25,45)
Majasaari är en ö i Finland. Den ligger i sjön Päijänne och i kommunen Jämsä i landskapet Mellersta Finland, i den södra delen av landet, 180 km norr om huvudstaden Helsingfors. Öns area är 3,3 hektar och dess största längd är 260 meter i öst-västlig riktning.